# Eberhard I. von der Marck-Arenberg
Eberhard von der Mark (später von der Marck zu Arenberg) (auch Everhard) (* 1305; † 1387) war zunächst Domherr an verschiedenen Domkapiteln, ehe er heiratete und zum eigentlichen Begründer der Linie Mark-Arenberg wurde. Er stammte aus dem Adelsgeschlecht von der Mark. José Rodríguez Guerrero identifizierte ihn mit dem Alchemisten  Bernhard von Trier (vid. Bernhardus Trevisanus).

## Leben
Eberhard war ein Sohn des Grafen Engelbert II. von der Mark und dessen Frau Mathilde von Arenberg. Damit war er zugleich ein Neffe des Bischofs von Lüttich Adolf II und der Bruder von Graf Adolf II. von der Mark († 1347), dem erstgeborenen Sohn, von Everhard von der Mark (Dompropst in Münster) und von Engelbert III. von der Mark (1364 bis 1368 Erzbischof von Köln).
Eberhard erhielt den Titel eines Magisters in artibus in Lüttich im Jahr 1326, wo er unter dem Schutz seines Onkels Adolf II. von der Mark (1288–1344), seit 1313 Bischof von Lüttich, studierte. Dort traf er mit seinem Bruder Engelbert von der Mark zusammen (1304–1368), der später der nächste Bischof von Lüttich wurde und dem er sein ganzes Leben sehr nahe stand und die Familieninteressen immer Hand in Hand verteidigte. Nach dem Studium wurde er Kanoniker (Domherr) in der Lambertuskathedrale Lüttich. Zwischen den Jahren 1327 und 1330 studierte er an der Universität von Orleans Kirchenrecht. 1337 griff er mit seinem Bruder Engelbert in die Verhandlungen ein, die seiner Schwester Katharina von der Mark den Posten der Äbtissin in dem bedeutenden kaiserlichen Stifts Essen sicherte, die Besitz in der Nachbarschaft der Grafschaft Mark hatte.
Im Jahr 1339 wurde er zum Propst des Domkapitels von Münster ernannt, auf den sein erstgeborener Bruder Adolf II. von der Mark indirekte Kontrolle ausübte. In diesem Posten konnte er die Finanzen dieser Diözese überwachen. Er verließ sein Amt 1347 und wurde später Domherr am Kölner Domkapitel, wo er auch Domkantor wurde.
Er verließ den kirchlichen Stand, um 1351 Maria von Looz (ca. 1336 bis 1400) zu heiraten. Das diente in erster Linie den politischen Interessen seiner Familie. Aus der Ehe gingen die Töchter Margareta (Fürstäbtissin in Essen), Anna (Äbtissin in Freckenhorst) und Isabelle (Ysabiel) de la Marck (Äbtissin von Stift Sainte-Waudru in Mons) hervor. Durch diese Heirat gelangten auch Lumen, Peer und Neufchâteau in den Ardennen in seinen Besitz. Von seiner Mutter übernahm er zudem die Herrschaft Aremberg. Die Hochzeit musste stattfinden, als das Mädchen María volljährig war. Aus diesem Grund wurde er zwischen 1347 und 1351 dem päpstlichen Gericht von Avignon zugeteilt. Dort war er für die Ausbildung seiner Neffen in Avignon und Montpellier verantwortlich.
Ab 1366 war er eng mit dem Trierer Erzbischof Kuno II. von Falkenstein verbunden. Eberhard war zeitweise auch Domherr in Trier. Mit der Aufgabe der geistlichen Gewohnheiten übte Eberhard seine Rechte gegenüber dem Landkreis Aremberg aus, obwohl er in Köln lebte, um seinem Bruder zu helfen, da er die Diözese perfekt kannte und vor Jahren als Mitbischof gedient hatte. Engelbert erkrankte jedoch 1366 und bat den Papst um einen Koadjutor. Der Auserwählte war Kuno II. Von Falkenstein (ca. 1320–1388), Erzbischof von Trier. So begann eine berufliche Beziehung mit Kuno, die bis zum Ende seines Lebens dauern würde. Eberhard würde für die Leitung eines von Kuno finanzierten alchemistischen Labors auf Schloss Stolzenfels (wenige Kilometer von Aremberg entfernt) verantwortlich sein.
Nachfolger wurde sein Sohn Eberhard II.